# Cantone di Auch-1
Il Cantone di Auch-1 è una divisione amministrativa dell'arrondissement di Auch.
È stato costituito a seguito della riforma approvata con decreto del 26 febbraio 2014, che ha avuto attuazione dopo le elezioni dipartimentali del 2015.

## Composizione
Il cantone comprende parte del territorio comunale di Auch e i seguenti 5 comuni:
- Barran
- Le Brouilh-Monbert
- Lasséran
- Pavie
- Saint-Jean-le-Comtal